# Faisal Islamic Bank of Egypt
 Faisal Islamic Bank of Egypt SAE es una institución financiera de Egipto que "cumple con la sharía", con una capitalización de mercado de $402 millones a septiembre de 2016. Es una sociedad por acciones y fue incorporada en 1977 pero empezó a operar en 1979. Bloomberg News reporta que proporciona varios "productos bancarios y servicios comerciales en Egipto e internacionalmente", como  "cuentas corrientes y de inversión, cuentas conjuntas, certificados de ahorro y fondos mutuos".
Según el banco, fue "el primer banco islámico y comercial". Otra fuente lo describe como "parte del banco imperial" establecido por el príncipe saudí Mohammed al-Faisal y asociado con la política conservadora de Arabia Saudita y su influencia religiosa en Egipto.